# Gavray
Gavray és un antic municipi francès, situat al departament de la Manche i a la regió de Normandia. L'1 de gener de 2019 esdevé un municipi delegat, al si del municipi nou Gavray-sur-Sienne. L'any 2007 tenia 1.361 habitants.

## Demografia

### Població
El 2007 la població de fet de Gavray era de 1.361 persones. Hi havia 648 famílies de les quals 248 eren unipersonals (84 homes vivint sols i 164 dones vivint soles), 228 parelles sense fills, 128 parelles amb fills i 44 famílies monoparentals amb fills.
La població ha evolucionat segons el següent gràfic:
Habitants censats

### Habitatges
El 2007 hi havia 867 habitatges, 657 eren l'habitatge principal de la família, 132 eren segones residències i 78 estaven desocupats. 795 eren cases i 69 eren apartaments. Dels 657 habitatges principals, 403 estaven ocupats pels seus propietaris, 236 estaven llogats i ocupats pels llogaters i 18 estaven cedits a títol gratuït; 2 tenien una cambra, 62 en tenien dues, 118 en tenien tres, 161 en tenien quatre i 314 en tenien cinc o més. 497 habitatges disposaven pel capbaix d'una plaça de pàrquing. A 336 habitatges hi havia un automòbil i a 208 n'hi havia dos o més.

### Piràmide de població
La piràmide de població per edats i sexe el 2009 era:
| Homes | Edats   | Dones |
| ----- | ------- | ----- |
| 0     | 95 o +  | 0     |
| 4     | 90 a 94 | 4     |
| 12    | 85 a 89 | 28    |
| 16    | 80 a 84 | 16    |
| 48    | 75 a 79 | 48    |
| 48    | 70 a 74 | 96    |
| 56    | 65 a 69 | 56    |
| 28    | 60 a 64 | 52    |
| 36    | 55 a 59 | 28    |
| 64    | 50 a 54 | 64    |
| 28    | 45 a 49 | 24    |
| 36    | 40 a 44 | 40    |
| 52    | 35 a 39 | 64    |
| 56    | 30 a 34 | 32    |
| 24    | 25 a 29 | 28    |
| 32    | 20 a 24 | 24    |
| 40    | 15 a 19 | 40    |
| 52    | 10 a 14 | 76    |
| 44    | 5 a 9   | 36    |
| 12    | 0 a 4   | 44    |

## Economia
El 2007 la població en edat de treballar era de 743 persones, 504 eren actives i 239 eren inactives. De les 504 persones actives 455 estaven ocupades (246 homes i 209 dones) i 49 estaven aturades (18 homes i 31 dones). De les 239 persones inactives 108 estaven jubilades, 57 estaven estudiant i 74 estaven classificades com a «altres inactius».

### Ingressos
El 2009 a Gavray hi havia 675 unitats fiscals que integraven 1.409 persones, la mediana anual d'ingressos fiscals per persona era de 14.415 €.

### Activitats econòmiques
Dels 111 establiments que hi havia el 2007, 3 eren d'empreses extractives, 5 d'empreses alimentàries, 1 d'una empresa de fabricació de material elèctric, 1 d'una empresa de fabricació d'elements pel transport, 6 d'empreses de fabricació d'altres productes industrials, 11 d'empreses de construcció, 35 d'empreses de comerç i reparació d'automòbils, 4 d'empreses de transport, 5 d'empreses d'hostatgeria i restauració, 6 d'empreses financeres, 4 d'empreses immobiliàries, 10 d'empreses de serveis, 14 d'entitats de l'administració pública i 6 d'empreses classificades com a «altres activitats de serveis».
Dels 23 establiments de servei als particulars que hi havia el 2009, 1 era una gendarmeria, 1 oficina de correu, 3 oficines bancàries, 1 autoescola, 1 paleta, 1 guixaire pintor, 2 fusteries, 6 lampisteries, 3 perruqueries, 1 veterinari, 1 restaurant, 1 agència immobiliària i 1 saló de bellesa.
Dels 23 establiments comercials que hi havia el 2009, 3 eren grans superfícies de material de bricolatge, 1 una gran superfície de material de bricolatge, 1 una botiga de més de 120 m², 3 fleques, 4 carnisseries, 2 llibreries, 3 botigues de roba, 1 una botiga de roba, 1 una botiga d'equipament de la llar, 1 una sabateria, 1 una botiga de material de revestiment de parets i terra i 2 floristeries.
L'any 2000 a Gavray hi havia 72 explotacions agrícoles que ocupaven un total de 1.160 hectàrees.

## Equipaments sanitaris i escolars
El 2009 hi havia 1 farmàcia i 1 ambulància.
El 2009 hi havia una escola elemental. Gavray disposava d'un col·legi d'educació secundària amb 205 alumnes.

## Poblacions més properes
El següent diagrama mostra les poblacions més properes.